# 昆明日报
昆明日报，是云南昆明的一份报纸，也是中共昆明市委机关报。2011年全年，昆明日报共出刊365期，有从业人员211人，全年总印数2,618.9万份，定价总额2,086万元，总收入1.33亿元，其中广告收入4,100万元。

## 概述
1957年6月，中共昆明市委决定创办《昆明报》，并于7月上报中共云南省委批准出刊，9月1日成立了《昆明报》筹备处。10月1日《昆明报》试刊第一期出版，试刊期问，每周出版4开报一张，赠送各单位征求意见，共出版13期，12月13日试刊结束。1958年1月1日正式创刊，为每周三、六出版4开一张。同年7月1日，《昆明报》由周双刊改为周六刊，周一无报，并由内部发行改为公开发行。1960年4月1日，《昆明报》由周六刊改为日刊，扩大发行量。1961年1月，由于新闻出版用纸紧张，根据中央关于“省会所在地的市级报原则上一律停办”指示，中共昆明市委做出决定自1961年2月1日起停办。1985年6月22日，中共昆明市委决定恢复出版《昆明报》。1986年10月1日，《昆明报》由复刊时4开4版的周报发展成为周三报。1989年10月1日，发展成对开4版的日报，并改名为《昆明日报》。